# Магнетна резонантна ангиографија
Магнетна резонантна ангиографија (МРА), је  „imaging“ техника (техника сликовитог приказа) на бази магнетне резонанце (енгл. Magnetic Resonance Imaging) која се користи у дијагностици промена на крвим судовима. Магнетна резонантна ангиографија се користи за генерисање снимака артерија, код процене стенозе (сужења), оклузија (зачепљења) или анеуризме (дилатације-проширења) крвног суда и могућег ризика руптура. МРА се најчешће користи за процену стања артерија врата и мозга, грудног коша и трбушне аорте, артерија бубрега, и ногу.
Магнетна резонантна ангиографија (МРА), користи снажно електромагнетно поље, које производи радио-таласа који се генеришу уз помоћ рачунара и рачунарских програма у детаљне слике. МРА ангиографија не користи јонизујуће зрачење рендгена, те је знатно безбеднија метода и може се чешће понављати у дијагностици истих болесника. МРА се може обављати без или уз употребу ангиографског контраста, који се убризгава обично у вену на руци.

## Опрема
Уређаја за МРА састоји се од великог цилиндра у облику цеви, који на крајевима може бити затворен или отворен. Цилиндар је окружен кружним електро-магнетима који производе магнетно поље у чијем средшњем делу се налази лежај за смештај испитаника. Снага магнетног поља уређаја за МР изражава се у јединицама Тесле (Т) и креће се од 0,2 до 3Т (неки експериментални уређаји имају снагу већу од 8Т).
Неки уређаји за МР су дизајнирани тако да електромагнет у потпуности окружује болесника, а други су отворени са стране. Обично су отворени МР „мале снаге“ и најчешће се користе за испитивање болесника са знацима клаустрофобије или за оне који су веома гојазни. Новија генерација отворених МР уређаја обезбеђују веома висок квалитет снимака за разне врсте испитивања, за разлику од отворених уређаја за МР, са старијим електромагнетима који не обезбеђују исти такав квалитет снимка. Одређене врсте испитивања не могу се обавити коришћењем отворених МР. Радна станица рачунара који обрађује снимљене података налази се у посебној соби до уређаја за МР. 
За разлику од конвенционалних рендгена и прегледа компјутеризованом томографијом (СТ – скенер), МР не емитује јонизујуће зрачење. Уместо тога, језгра електромагнета, продукују радио таласе који преусмеравају осу окретања протона, који су језгра атома водоника, у јаком електромагнетном пољу. 
Зашто протони атома водоника? Зато што је атом водоника најзаступљенији у телу, јер сваки молекул воде садржи два атома водоника, а више од 2/3 масе тела чини вода.
Магнетно поље производи електрична струја која пролази кроз намотаје жице у већој јединици уређаја за МР. Остали намотаји, се налазе у другим деловима апарата, односно око дела тела који се осветљава, слањем и пријемом радио-таласа, сигнала који се производе и детектују у калемовима уређаја.

## Техника снимања
- МРА се обично ради о амбулантним условима.
- Испитаник се поставља у лежећем положају на покретни сто и каишевима се фиксира за њега како би одржао правилан положај тела током снимања.
- Мали уређаји који садрже намотаје жице способне за слање и пријем радио-таласа могу бити постављени у близини или поред дела тела који се испитује.
- Ако се у току МРА користи контраст сестра или лекар испитанику постављају интравенску линију, најчешће на руци, кроз коју се постеуно убризгава контраст. Након почетне серије скенирања без контраста, следећи низ снимака ће бити снимљен у току или након убризгавања контраста.
- За време снимања медицинско особље се налази у командној соби одакле управљају и контролишу ток снимања.
- Када је испитивање завршено, испитаник чека извесно време док радиолог проверава снимке како би у случају потребе могао да сачини и додатне.
- Након завршеног снимања интравенска линија се уклања.
- МРА углавном укључује више радних процеса (секвенци), од којих неки могу трајати неколико минута, а цео поступак снимања обично траје од 30 до 60 минута.

### Ограничења
- За разлику од CT-ангиографије, МРА није у стању да сачини слике депозита калцијума.
- Понекад се снимци начињени МРА неких артерија не подударају са онима добијеним конвенционалном катетер ангиографијом.
- МРА малих крвних судова, може понекад правити потешкоће, а понекад може бити тешко и да се одвоје прикази артерија од вена.
- Код испитаника који не могу дуже да леже, или код оних који се не могу положити на леђа, снимци начињени МРА могу бити лошег квалитета.
- Неки тестови у току МРА, захтевају од испитаника да задрже дах 15 до 25 секунди како би се добио добар и квалитет снимака МРА, што може стварати потешкоће код снимања одређених болесника.
- МРА је тешко обавити код узнемирених, збуњених или особа са јаким боловима, јер код таквих особа постоје потешкоће да дуже леже у току снимања.
- Изузетно гојазне особе не могу да стану у отвор конвенционалних апарата за магнетну резонанцу.
- Присуство имплантата или других метални предмет, понекад отежава добијање јасне слике као и померања пацијента које може да има исти учинак.
- Иако нема доказа, да магнетна резонанца штети плоду, трудницама се не препоручује МРА, осим ако је медицински то неопходно

### Нежељени дејства
МРА преглед не представља скоро никакав ризик за просечног пацијента када се примене све прописане сигурносне смернице. Али и поред тога могућа је појава следећих нежељених дејстава:
- Страх од затвореног простора.
- Мучнина
- Вртоглавица која се јавља због дужег лежања у току прегледа (ортостатска хипотензија)
- Нагон на повраћање се може јавити један до два минута након инјектирања контраста али нестаје након неколико секунди.
- Свраб
- Алергијске реакције разног интензитета све до анафилактичког шока.
- Бронхоспазма (смањење величине дисајних путева), што изазива тешкоће у дисању.
- У случају трудноће, када се користи контрастно средство, јавља се његово излучивање преко мајчиног млека. Зато се саветује мајкама да престану са дојењем 2 дана након ангиографије).[5]

## Индикације
- Анеуризма аорте, у грудном кошу и трбуху, или на другим великим крвним судовима.
- Атеросклероза каротидне артерије на врату, које могу ограничити проток крви до мозга и изазвати мождани удар.
- Дијагностика малих анеуризми и других малформација на артеријама мозга.
- Атеросклероза и сужења крвних судова на ногама и припрема болесника за ендоваскуларне интервенције или операције.
- Болест артерија бубрега, или сагледавање протока крви, како би се извршиле припреме за трансплантацију бубрега.
- Као интервентна радиолошка метода у хирургији болести крвних судова, као што је усађивање стентова или процена стања после имплантације стента.
- Откривање повреде једна или више артерија у врату, грудима, трбуху, карлици и удовима код повређених болесника.
- Процена васкуларизације тумора пре операције или других поступака, као што је емболизација или селективна унутрашња зрачна терапија.
- Дијагностика дисекција или раздвајања на грудној или трбушној аорти или њеним главним гранама.
- Дијагностика обима атеросклерозе у коронарним артеријама и избор хируршке методе, као што је коронарни бајпас.
- Дијагностика неких ендокриних болести
- Дијагностика плућне емболије (угрушака крви из вена ногу).

## Галерија МР ангиограма
- МРА крвних судова лобање
- МРА грудне аорте и њених колатерала
- МРА срчаних комора
- МРА аорте и њених грана